# Бедиа (Абхазия)

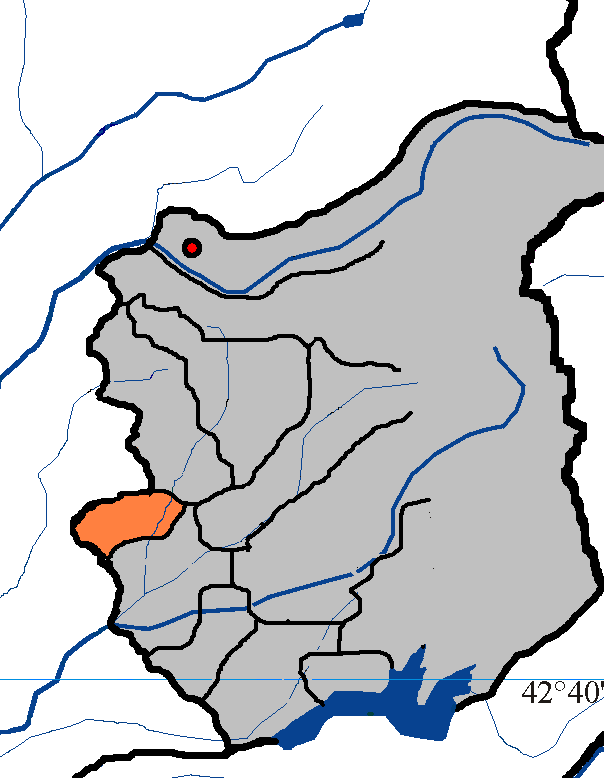
Расположение с/а Бедиа

Бе́диа — (абх. Бедиа, груз. ბედია) село в Абхазии, в Ткуарчалском районе частично признанной Республики Абхазия, согласно административному делению Грузии — в Гальском муниципалитете Абхазской Автономной Республики. Расположено к югу от Ткуарчала в равнинной полосе, в нижнем течении реки Оходжа. В литературе встречается также другая транскрипция названия села — Бедия. С 1925 года по 1952 год официально именовалось Вторая Бедиа, затем Меоре Бедиа. В административном отношении село представляет собой административный центр Бедийской сельской администрации (абх. Бедиа ақыҭа ахадара), в прошлом Бедийского сельсовета. До 1994 года в Республике Абхазии и до 2006 года в Грузии село входило в состав Гальского района.

## Границы
На севере сельская администрация (село) Бедиа граничит с с/а (селами) Агубедиа и Первая Бедиа; на востоке — с с/а (селом) Царча; на западе — с с/а (селами) Ачгуара и Река Очамчирского района.

## Население
Население Бедийского сельсовета по данным переписи 1989 года составляло 628 человек, по данным переписи 2011 года население сельской администрации Бедиа составило 228 человек, в основном грузины (85,5 %), а также абхазы (13,6 %).
В XIX веке Бедийская сельская община была гораздо обширнее современного села Бедиа. По данным переписи населения 1886 года на территории нынешнего села Бедиа проживало православных христиан — 1247 человек, мусульман-суннитов не было. По сословному делению в Бедиа имелось 69 дворян и 1178 крестьян. Князей, представителей православного духовенства и «городских» сословий в Бедиа не проживало.
По данным той же переписи жители села были учтены как этнические «самурзаканцы». По данным переписи населения 1926 года большая часть жителей Бедиа, как и других сёл верхней части Гальского уезда, записывается абхазами.
| Год переписи | Число жителей                 | Этнический состав                 |
| ------------ | ----------------------------- | --------------------------------- |
| 1886         | 1247                          | самурзаканцы 100 %                |
| 1926         | 1515 (сельсовет Вторая Бедиа) | абхазы 95,7 %; грузины 3,4 %      |
| 1959         | 570                           | грузины (нет точных данных)       |
| 1989         | 628                           | грузины (нет точных данных)       |
| 2011         | 228                           | грузины (85,5 %), абхазы (13,6 %) |

## История

Колхида и Иберия

Бедиа является одним из древнейших сёл Абхазии, в средневековую эпоху имело важное культурное и политическое значение в масштабах всего Западного Закавказья. Самым ранним  государственным образованием на территории Бедиа была Колхида (XII век до н. э.). С II века н. э. по VII век н. э. территория области входила в состав западно Грузинского царства Эгриси.
Согласно грузинскому историку XI века Леонтию Мровели, мегрелы ведут своё происхождение от мифического предка Эгроса, сына Таргамоса. Таргамос разделил свои земли между сыновьями, и Эгросу досталась западная часть Грузии — от Лихского хребта до Чёрного моря. Эгрос основал город, который назвал своим именем — Эгриси. Впоследствии эта местность стала известна как Бедиа.

### Средневековье

Административное деление в Грузинском царстве

В начале IX века Эгриси-Лазика совместно с усилившейся Абазгией образовала Абхазское царство. Согласно грузинским летописям, царь Леон II разделил своё царство на восемь княжеств: собственно Абхазию, Цхуми, Бедию, Гурию, Рачу и Лечхуми, Сванетию, Аргвети и Кутаиси, Агубедиа находилась в пределах Бедийского эриставства (Мегрелия). В Бедиа находилась кафедра бедийского епископа, власть которого распространялась на земли между реками Галидзга и Ингури.
К середине X в. Абхазское царство достигает наибольшего расширения своих границ: оно охватывает всю Западную и значительную часть Восточной Грузии, а на севере простирается вдоль черноморского побережья вплоть до района современной Анапы. В Нижней Картли оно дошло до города Самшвилде, а также покорило южную часть Тао-Кларджети, с 1008 года абхазское царство трансформируется в Единое Грузинское царство.

### Позднее средневековье

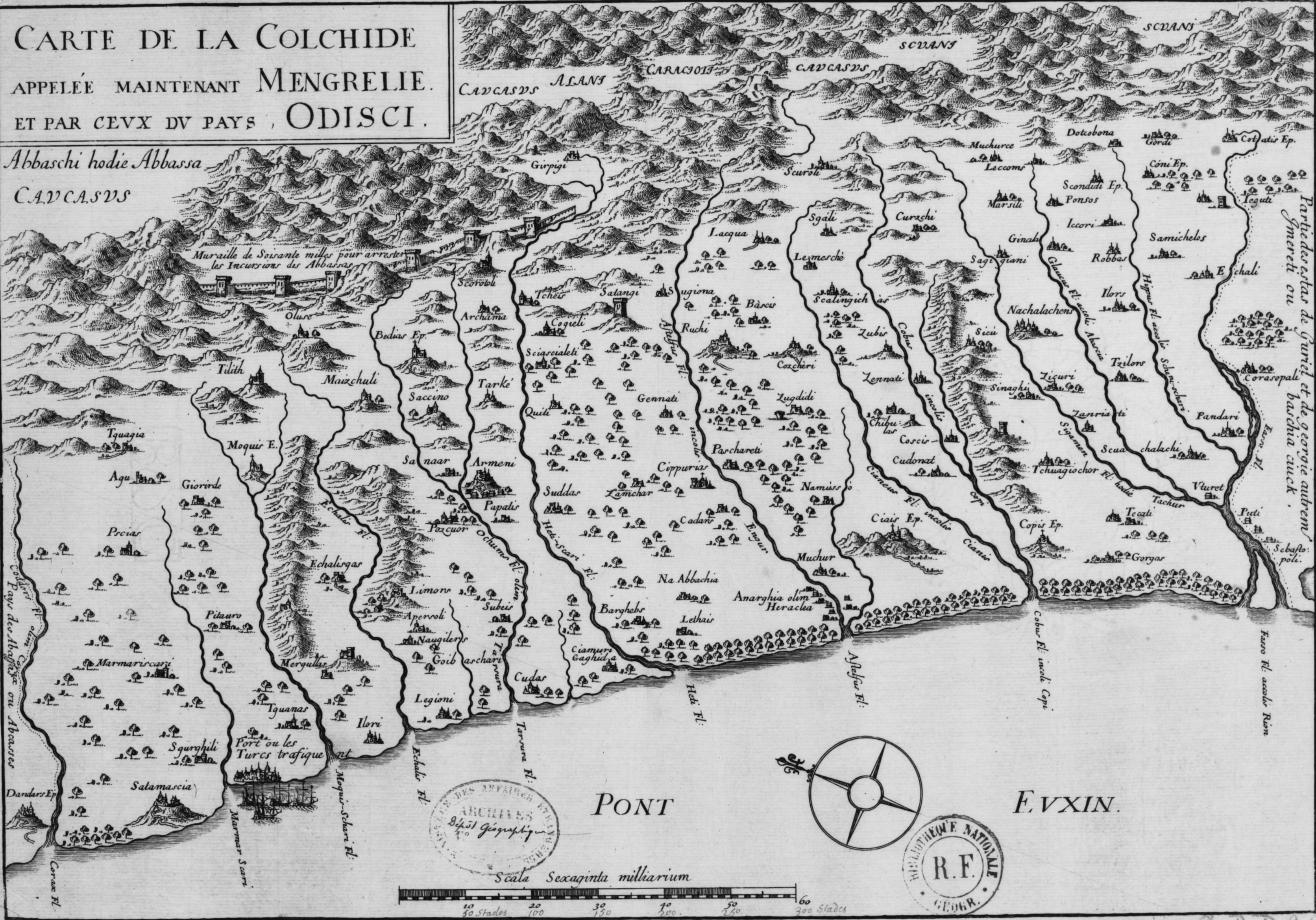
Карта Одиши (Мегрелия), первоначально составленная Архангелом Ламберти, 1654 год.

В конце XV века единое Грузинского царства распалось на четыре части: царства Картли, Кахети, Имерети и княжество Самцхе-Саатабаго. Процесс феодального дробления страны усугублялся, и в пределах царства Имерети образовались княжества Гурия, Абхазское княжество и Мегрельское княжество.
Вплоть до начала 18 века Бедиа была территорией Мегрельского княжества Дадианов но после смерти Левана II Дадиани (1657 год) Мегрельское княжество быстро слабеет. В конце 17 века в княжестве произошла смута, которая привела к потери многими дворянами и князьями своих родовых сел, а для владетельных князей Дадиани подобная ситуация обернулась изгнанием. Власть узурпировал царедворец дворянин Кация Чиковани. Дворянство не приняло его власти и началось противостояние, которое закончилось утверждением в княжеском владении сына Кация Георгия IV Липартиани, который примет фамилию владетелей Дадиани. Представитель Aбхазской владетельной фамилии Сорек Шарвашидзе включился в борьбу за княжеский престол Мегрелии, добился успеха и овладел территорией земли Мегрелии до реки Галидзга (почти весь современный Очамчирский район). Шервашидзе захватили Бедию, а после 1683 года продвинулись до реки Ингури.. Имеретинские цари, обеспокоенные усилением и продвижением Aбхазских князей Шервашидзе (Чачба), помирились с Мегрельскими князьями Дадиани и совместными усилиями в 1702 году остановили Шервашидзе (Чачба). Но восточной границей Абхазии с этого года осталась Ингури. Поскольку Шервашидзе не удалось овладеть остальной Мегрелией, территория до Ингури вскоре была объявлена частью Абхазии., с тех пор и по сей день Бедиа находится в составе Абхазии.
Cыновья владетеля Абхазии Зегнака Шервашидзе (Чачба) — Ростом, Джикешия и Квапу поделили страну на три части: территория по реки Кодор досталась Ростому, который старший из братьев, унаследовал от отца титул владетельного князя. Джикешия утвердился в области между реками Кодор и Галидзга, который впоследствии была названа „Абжуа“ („Средняя Абхазия“), а младший — Квапу занял район между Галидзга и Ингури, названный позже „Самурзакано“, по имени сына Квапу Мурзакана.

### XIX столетие
К концу XIX века Самурзакан уже был чётко разделён на 2 основные лингвистические зоны: абхазоязычную и мегрелоязычную. Первая охватывала верхние (северные) селения Самурзаканского участка, в том числе Бедиа; вторая, бо́льшая по территории и численности населения, — нижние (центральные и южные) сёла. Между этими двумя зонами располагались смешанные селения. По сообщению Г. Шухардта, в конце XIX столетия «в общинах Бедийской, Окумской, Чхортольской, Гальской, Царчинской слышится абхазская речь; в Саберио, Отобая, Дихазургах говорят по-мингрельски».

### Советский период и настоящее время
Вплоть до второй четверти XX века Бедиа являлось единым селом. В 1925 году сельская община Бедиа была разделена на 3 сельсовета: Агу-Бедиа, Первая Бедиа, Вторая Бедиа. До 1931 года все три сельсовета входили в состав Гальского уезда. Большинство населения в трёх бедийских сельсоветах, согласно данным переписи 1926 года, составляли этнические абхазы, однако для половины абхазов во Второй Бедии родным языком являлся мегрельский. В 1930 году в Абхазии состоялась административная реформа, заменившая старые уезды на районы, и была проведена новая граница между Очамчирским и Гальским районами. Сельсоветы Агу-Бедиа и Первая Бедиа были переданы Очамчирскому району; в 1955 году территория Первой Бедии вошла в состав Агубедийского сельсовета. На территории Второй Бедии, этнически тогда ещё абхазской, но преимущественно мегрелоязычной, был образован сельсовет Бедиа, который остался в составе Гальского района. В сельсовете Агубедиа была открыта абхазская школа, в сельсовете Бедиа — грузинская. До того дети со всей Бедийской сельской общины обучались в грузинской школе.
Начиная с 1930-х годов этнически абхазское население села Бедиа быстро грузинизируется, к 1950-м годам происходит полная смена этнического самосознания жителей Бедиа.
В ходе грузино-абхазской войны Бедиа, как и другие сёла Гальского района, находилась, в основном, под контролем грузинских войск. В районе села шли бои за контроль над городом Ткуарчал.
В 1994 году в Абхазии была проведена новая реформа административно-территориального деления, село Бедиа было передано из состава Галского района в состав Ткуарчалского.
Колхоз
В советское время действовал колхоз имени Берия Пирвели-Бедийского сельсовета, с 1953 года — колхоз «Ахали Цховреба» Очемчирского района. В этом колхозе трудились Герои Социалистического Труда Дания Коциевна Колбая и Лили Ивановна Чолария.

### Историческое деление
Село Бедиа исторически подразделяется на 10 посёлков (абх. аҳабла):
- Абааж (Джиха)
- Абака (Набака)
- Бигуа (Сабигуо)
- Гуарамиаа Рхабла (Гварамиепш Нахори)
- Ходжаа Рхабла (Саходжаа)
- Пшаур (Пшаури)
- Сахахубио
- Саматко
- Санардо (Вторая Бедиа)
- Чачба Яшта (Шарашиепш Нахори)
- Эшкуара

## Интересное
Бедийский собор — православный храм X века находится за пределами современной территории села Бедиа, в соседнем селе Агубедиа.
Часть жителей села старшего поколения владеет абхазским языком, тогда как основным обиходным языком в Бедиа является мегрельский.